# Julieta Paredes Carvajal
Julieta Paredes Carvajal (La Paz, Bolívia; 1967) és una poeta, cantautora, escriptora, grafitera i activista feminista de-colonial aimara boliviana. Va crear el 1992 la comunitat Mujeres Creando (Dones que creen) des de l'activisme del feminisme comunitari.

## Trajectòria
Julieta Paredes va néixer l'any 1967 a la ciutat de La Paz. Va acabar l'ESO amb el grau de batxiller l'any 1984. El 1992, Paredes va fundar al costat de la seva parella María Galindo i Mónica Mendoza, el moviment Mujeres Creando. La relació amb Galindo va acabar el 1998 i l'any 2002 l'organització es va dividir. El 2003 va iniciar l'anomenat Dones creant comunitat «perquè el feminisme autònom i anarquista, ja no era suficient» explicava el 2008.
Julieta Paredes va escriure el llibre Hilando fino desde el feminismo comunitario (2008), en el qual aprofundeix sobre nocions com la igualtat entre dones i homes en el context de la cultura indígena, la seva posició respecte al feminisme occidental, el colonialisme i el neoliberalisme, i el paper del cos i de la sexualitat en l'alliberament de les dones. Es defineix com aymara feminista i lesbiana.

## Feminisme comunitari
Paredes s'inscriu en un moviment anomenat feminisme comunitari, basat en la participació de dones i d'homes en el si d'una comunitat sense relació jeràrquica entre tots dos grups, sinó que tots dos disposin d'un nivell equivalent de representació política. Aquesta concepció del feminisme –diu Paredes– s'allunya de l'individualisme característic de la societat contemporània.
El feminisme comunitari qüestiona el patriarcat no només colonial sinó també el patriarcat que es deriva de les pròpies cultures i que ha marcat també una doble rasadora per a les dones. Retreuen en aquest sentit al indigenisme que no reconeguin l'existència d'opressió de les dones i s'allunyen de la mirada del essencialisme també amb relació a la població índia. «Els pobles ens estem alliberant, són processos polítics històrics, vinc d'un poble» diu el 2016 en una de les seves intervencions a Mèxic, «que no és una meravella el que el germà Morales fa però és el millor que tenim ara en la història del nostre poble i construïm». Des de cap govern es fan revolucions assenyala Paredes, per això estem en el procés de canvi amb moviments socials.
«Blanquetes, blanques, per nosaltres no són les persones que tenen la pell clara sinó aquelles persones que accepten els privilegis d'un sistema patriarcal, colonial i racista per la claredat de la pell. De la mateixa manera amb els nostres germans homes, no és per ser homes sinó per acceptar els privilegis que un sistema patriarcal, colonial, racista els dona, l'usufructuen i no ho combaten.» Per això la construcció que es planteja és «des de la memòria llarga dels pobles».
No obstant això, la seva lluita no se centra únicament en l'emancipació de les dones indígenes ni pertanyents a certes classes socials, sinó en la igualtat de totes les dones. Aquest procés passaria per la presa de consciència política de les dones i de la societat en general.